# تغرير بالمواصفات الخادعة
 فن التغرير بالمواصفات الخادعة  (بالإنجليزية: Specsmanship)‏: هو تعريف حادث للاستخدام غير الملائم للمواصفات، أو نتائج القياس، وقيم عددية، لإثبات أفضلية أو تفوّق مفترض لعنصر ما على آخر، لا سيما عندما لا يوجد بينهما تفوق يستحق الذكر، أو صلة بالاستخدام الفعلي للجهاز، وذلك للتغرير غير المختصين وإغرائهم بالشراء.
وقد كثر هذا الأمر في مجال آلات التصوير الرقمية والأجهزة الصوتية الدقيقة وأجهزة العرض الإلكترونية بل والسيارات وغيرها.

## وصلات خارجية
- بكسلات كثيرة أم بكسلات فوضوية ؟ المزيد من البكسلات الكثيرة يعني صورة أكثر سوءًا.

6MegaPixel.org